# نوار گردان
نوارگردان
چیکده 
این مطالعه به بررسی فناوری نوارگردان (دستگاه پخش کاست) به‌عنوان یکی از ابزارهای کلیدی انتقال صدا در دهه‌های ۱۳۵۰ تا ۱۳۷۰ شمسی می‌پردازد. با مروری بر تاریخچه پیدایش و تکامل نوار کاست از معرفی آن توسط فیلیپس در سال ۱۹۶۳ تا ورود گسترده‌اش به بازار ایران، ساختار فنی و نحوه عملکرد هدهای مغناطیسی و عوامل مؤثر بر کیفیت صدا تشریح شده است. علاوه بر تحلیل جایگاه فرهنگی نوارگردان در زندگی روزمره، موسیقی و آموزش، عوامل منجر به افول آن در مواجهه با فناوری‌های دیجیتال (CD، MP3 و پخش آنلاین) مورد بحث قرار می‌گیرد. در پایان، با اشاره به بازگشت نوستالژیک این دستگاه‌ها و تولید مجدد آن‌ها برای علاقه‌مندان آنالوگ، اهمیت نوارگردان به‌عنوان بخشی از حافظه جمعی نسل‌های گذشته برجسته می‌شود.
واژگان كليدي: نوارگردان، کاست صوتی، فناوری آنالوگ، نوستالژی، ضبط و پخش صدا، تاریخچه صدا، فرهنگ شنیداری 

در دنیای پرشتاب فناوری امروز، که ابزارهای دیجیتال پیشرفته جایگزین بسیاری از وسایل سنتی شده‌اند، بازگشت به فناوری‌های گذشته همچون نوارگردان، یادآور دوران سادگی و ارتباط عمیق‌تری با صدا و موسیقی است. نوارگردان، دستگاهی برای پخش و ضبط صدا بر روی نوار کاست، در دهه‌های ۱۳۵۰ تا ۱۳۷۰ شمسی جایگاه ویژه‌ای در زندگی مردم داشت و به ابزاری محبوب برای گوش دادن به موسیقی، یادگیری زبان، و ثبت خاطرات صوتی تبدیل شده بود. با وجود ورود فناوری‌های جدیدتر مانند CD، MP3 و پخش آنلاین، نوارگردان هنوز هم برای بسیاری از علاقه‌مندان موسیقی، نمادی از حس نوستالژی و اصالت صوتی به‌شمار می‌رود. در این مقاله تلاش می‌شود تا با مروری بر تاریخچه، ساختار، کاربردها و جایگاه فرهنگی نوارگردان، نقش آن در حافظه‌ جمعی نسل‌های گذشته بررسی شود.

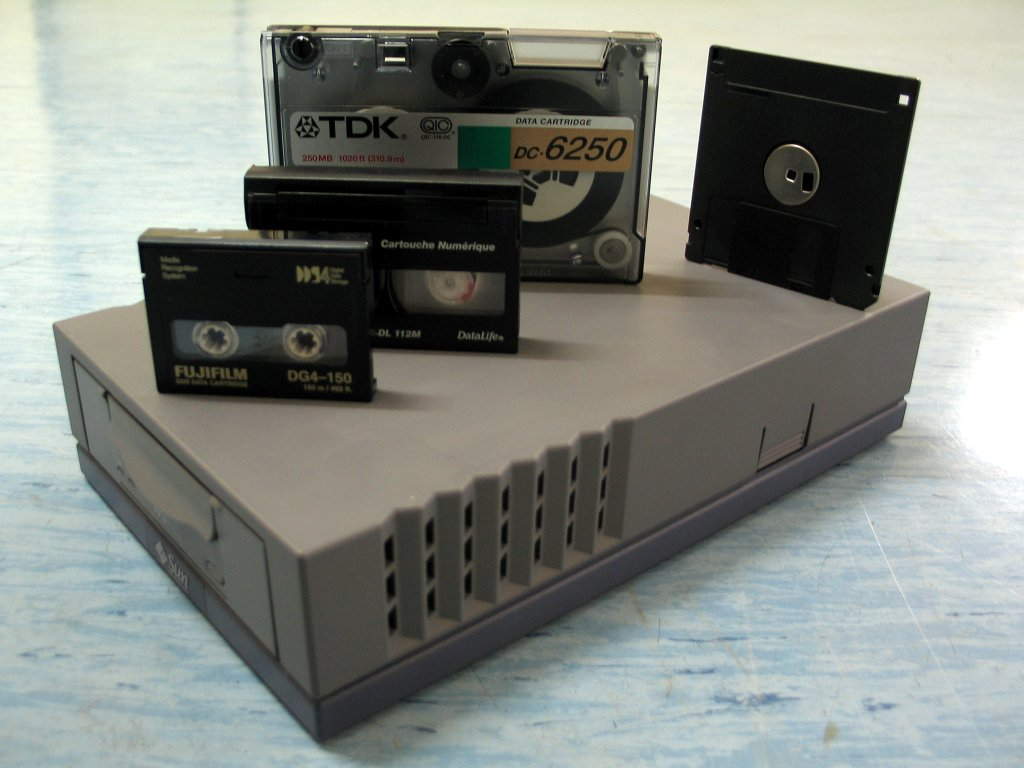
یک نوار گردان به همراه چهار رسانهٔ مغناطیسی ذخیره داده

نوار گردان (به انگلیسی: Tape drive) یک دستگاه ذخیره‌سازی داده است که عملیات‌های خواندن و نوشتن داده بر روی نوار مغناطیسی را انجام می‌دهد. از نوار مغناطیسی ذخیره داده به طور معمول برای ذخیره‌سازی داده‌های بایگانی شده به صورت آفلاین استفاده می‌شود. نوارهای مغناطیسی به طور کلی دارای قیمت واحد مطلوب و ثبات آرشیوی طولانی‌ای هستند.
یک نوار گردان دسترسی ترتیبی (به انگلیسی: Sequential access) به داده‌ها را فراهم می‌کند. برخلاف دیسک گردان (به انگلیسی: Disk drive) که دسترسی تصادفی (به انگلیسی: Random access) به داده‌ها را فراهم می‌کند. یک دیسک گردان می‌تواند داده‌ها را از قسمت‌های مختلف دیسک بخواند ولی در نوار گردان از لحاظ فیزیکی نوار باید توسط دو چرخک بچرخد و تنها یک قسمت از نوار در آن‌واحد قابل خواندن است.
تاریخچه نوارگردان
نوار کاست و دستگاه پخش آن، که در ایران به‌طور عمومی با عنوان «نوارگردان» شناخته می‌شود، یکی از دستاوردهای مهم فناوری صوتی قرن بیستم بود. نخستین بار شرکت فیلیپس (Philips) در سال ۱۹۶۳ میلادی (۱۳۴۲ شمسی) در نمایشگاه برلین از نوار کاست رونمایی کرد. هدف از طراحی آن، ارائه وسیله‌ای قابل حمل، ارزان‌قیمت و آسان برای ضبط و پخش صدا بود. برخلاف نوارهای بازباز (Reel-to-Reel) که استفاده از آن‌ها نیاز به دانش فنی و تجهیزات پیچیده داشت، نوار کاست و نوارگردان، کاربری ساده‌تری داشتند و برای عموم مردم قابل‌استفاده بودند.در دهه ۱۳۵۰ شمسی، این فناوری به‌تدریج وارد بازار ایران شد و در مدت کوتاهی در خانه‌ها، خودروها، مدارس و حتی فروشگاه‌های موسیقی رواج یافت. تولید داخلی نوارگردان‌ها نیز در ایران آغاز شد و برندهایی مانند پارس‌الکتریک و صنام اقدام به مونتاژ یا تولید این دستگاه‌ها کردند. همچنین بازار نوار کاست‌های موسیقی، آموزشی، و مذهبی رونق بسیاری پیدا کرد و ضبط‌های خانگی نیز رایج شد.در دهه‌های ۶۰ و ۷۰ شمسی (برابر با دهه‌های ۱۹۸۰ و ۱۹۹۰ میلادی)، نوارگردان در اوج محبوبیت خود قرار داشت. نوجوانان و جوانان با نوارگردان‌های قابل حمل یا واکمن‌ها (Walkman) موسیقی دلخواه خود را در خیابان، مدرسه یا سفر همراه داشتند. در این دوران، فرهنگ گوش دادن به موسیقی به‌صورت فردی، با نوار کاست، عمومیت یافت و خاطرات بسیاری از نسل‌های گذشته با این وسیله گره خورد.با آغاز دهه ۸۰ شمسی و فراگیر شدن CD، دستگاه‌های MP3 Player و فناوری دیجیتال، رفته‌رفته از محبوبیت نوارگردان کاسته شد. اما به‌رغم افول تجاری آن، نوارگردان به‌عنوان نمادی از فرهنگ شنیداری گذشته، همچنان در خاطره جمعی بسیاری از مردم باقی مانده و در سال‌های اخیر نیز با موجی از نوستالژی، بار دیگر مورد توجه علاقه‌مندان موسیقی آنالوگ قرار گرفته است.
بحث و نتيجه‌گيري
نوارگردان، به‌عنوان یک فناوری انقلابی در تاریخ انتقال و ضبط صدا، نقشی اساسی در تحولات فرهنگی و اجتماعی دهه‌های ۱۳۵۰ تا ۱۳۷۰ شمسی ایفا کرد. این دستگاه با ویژگی‌های منحصر به فرد خود، به‌ویژه در زمینه پخش موسیقی، ضبط صدای خاطرات شخصی و حتی در آموزش، به بخشی از زندگی روزمره مردم ایران تبدیل شد. نوارگردان، فراتر از یک وسیله فنی، در واقع نمادی از دوره‌ای از زندگی بود که در آن، صدا و موسیقی به‌عنوان ابزاری برای ارتباطات فرهنگی و اجتماعی، در دسترس عموم قرار گرفت.اگرچه به‌واسطه ظهور فناوری‌های دیجیتال و پیشرفته‌تر همچون CD، MP3 و پخش آنلاین، از محبوبیت نوارگردان‌ها کاسته شد، اما این دستگاه همچنان در ذهن و خاطره فرهنگی بسیاری از افراد باقی مانده است. نوارگردان نه‌تنها یادآور دوره‌ای است که افراد با دقت و توجه بیشتری به موسیقی گوش می‌دادند، بلکه به‌عنوان یک ابزار نوستالژیک، ارتباطی عاطفی و فرهنگی میان نسل‌های گذشته و حال برقرار می‌سازد.در نهایت، نوارگردان به‌عنوان بخشی از میراث فرهنگی و تاریخ فناوری، جایگاهی ویژه در روند تکامل رسانه‌ها دارد. بازگشت این دستگاه در قالب نسخه‌های کلکسیونی یا به‌عنوان نمادهای نوستالژیک نشان می‌دهد که هنوز هم در دنیای امروز، اهمیت و اثرگذاری فناوری‌های آنالوگ در مقایسه با پیشرفت‌های دیجیتال قابل انکار نیست.

## پیوندهای وابسته
- VHS
- نوار کاست